# Gunnar Strömmer
Gunnar Strömmer (n. Örnsköldsvik, 19 de setembro de 1972) é um político e jurista sueco, do Partido Moderado (social-conservador).
Desde 18 de outubro de  2022, é Ministro  da Justiça  no Governo Kristersson.

## Carreira
Foi presidente da Juventude Moderada (Moderata ungdomsförbundet), organização juvenil do Partido Moderado da Suécia (social-conservador), em 1998-2000.
Foi advogado na firma Gernandt & Danielsson em Estocolmo em 2011-2017.
Foi secretário do Partido Moderado em 2017-2022.